# 서프앤서프
서프앤서프는 대한민국의 음악 그룹이다. 산하에 영상팀 'WAVYD', 댄스팀 'SURFEE'를 두고 있으며 2019년 'inmystudioh! (remix)'로 데뷔했다.

## 방송
- 보컬플레이 2 (2019) - Top50

## 음반
- inmystudioh! (remix) (2019)
- Skyblu Collars. (2019)
- U Need Inspiration Or Nothin’ (2020)
- Checky (2021)
- 별일없어 (2022)

## 피처링
- 디아비 <SUMMER NIGHT> (2021)